# 木戸文右衛門
木戸 文右衛門（きど ぶんえもん、本名:木戸 敏郎、1930年5月8日 - ）は、日本の芸術舞台演出家である。
元国立劇場演出室長。同劇場を拠点に日本の儀礼音楽を芸術音楽に再構造化する音楽運動を展開。定年退職後は札幌大学、京都造形芸術大学（現京都芸術大学）教授として活躍の場をグローバルに拡大し、一層先鋭化した音楽、舞台芸術運動を演出家としても国内外公演で展開してきた。その成果は数多くセンセーショナルな実績を残してきた。2005年〜創造する伝統実行員会委員長就任。2011年以降は全ての公職を離れて、「日本文化が内包する美学」を物質に可視化する運動（文右衛門工房）を設立し、新たな日本文化の息吹を吹き込んでいる。

## 経歴
高知県中村（現四万十市）生まれ。慶應義塾大学文学部卒。1956年文化財保護委員会（現文化庁）委員。

### 1956〜1967年 文化財保護委員会（現文化庁）勤務期
1956年、日本の伝統芸能の保護活用の場として国立劇場設立が閣議で決議され国立劇場設立準備協議会事務局が文化財保護委員会無形文化課に設けられ、最初の職員として採用され国立劇場設立準備に携わる。国立劇場設立準備中より、無形文化課の本質業務である伝統芸能の調査研究に携わる。後に国立劇場で展開する音楽運動のシードはこの時期に培ったものである。無形文化課は伝統芸能と併行して伝統工芸技術の保護活動も業務としており、陶芸に興味を持ち、職場の先輩たちの紹介を得ながら多くの陶芸家工房を訪問。現在の文右衛門工房の礎となった。

### 1966〜1995年 国立劇場演出室長期
1966年 - 古典芸能の脱構築と伝統音楽の再構造化
国立劇場開設と同時に文化財保護委員会から国立劇場に移籍。芸能部で「雅楽」の儀礼文化から脱構築して舞台芸術音楽として再構造化する音楽運動を始める。「聲明」を初めて舞台芸術として取り上げたことは、日本音楽文化の奥の深さを多くの観客に驚きを持って迎えられた。
1968年 - 廃絶していた伝統美学・理論の再発見と再構造化
国立劇場継続公演企画のため、古老からの聞き取り、古文書調査等研究から、現行の古典音楽では廃絶された伝統的な特殊演出・奏法が有った事を知り、その根拠となる美学と理論を舞台上での再構築を試みる。「聲明」に於ける「虚階(こかい)」演奏は文脈が一部分欠落する＝声を出さずに唱える特殊奏法。観客に位相の記憶をガイドして欠落音のイメージ意識を活性化させるメカニズムを様々な舞台で再構造化（聲明における無言唄(むごんばい)）して話題を呼んだ。
1981年 - 正倉院楽器の構造研究と復元事業
現行雅楽の原点の証拠物件としての正倉院宝物の楽器に注目し、残材を含め構造力学的に研究し楽器の機能優先としての復元する。「箜篌(くご)」ハープ属では構造上必要不可欠なパーツの存在を想定し、宮内庁正倉院事務局収蔵庫に伝世している用途不明品からパーツ発見。明治以来、成し得なかった演奏可能な箜篌の復元に成功する。以後、箜篌は現役の楽器として蘇り、現代作曲家による「箜篌」の為の新作曲＝伶楽運動により国内外で演奏されている。書籍「古代楽器の復元」、復元楽器17点の解説により、民族音楽学会（英語: Society for Ethnomusicology）からクラウス・ワックスマン賞を贈られた。
1970-1991年 - 国内外の現代作曲家とのコラボレーション
古典雅楽に埋没している楽器音の隠れた情報量を再開発する為に、正倉院復元楽器の構造から帰納される必然性音楽を創造する為に、国内外の優れた作曲家と積極的に新曲を発表した。「昭和天平楽」(黛敏郎)、「秋庭歌一具」(1973-79年)(武満徹)、「闇を溶かして訪れる影」(一柳慧)、「飛天楽」(石井眞木)等。海外作曲家では「歴年」(カールハインツ・シュトックハウゼン)、「観想の炎の方へ」(ジャンクロード・エロア)、「龍安寺」(ジョン・ケージ)等。「歴年」はドイツの前衛作曲家、カールハインツ・シュトックハウゼンに委嘱し、1977年10月31日と11月1日に国立劇場第22回雅楽公演として、初演された。初演では日本楽壇から拒絶されたが、同曲の洋楽器版がヨーロッパで絶賛され、その後追加された補作も含めて現代音楽界のモニュメントな作品となった。また、「箜篌のための「時の佇まい」のハープヴァージョン」(一柳慧)は世界ハープコンクールの課題曲に選ばれ世界に普及されている。
1995-1998年 - ヨーロッパの音楽祭等への参加
国立劇場で展開してきた音楽運動の世界進出期を迎えてきた。特に聲明の舞台に於ける再構造化は、ヨーロッパ現代音楽界が課題としていた音楽概念に共通するものと強い関心が寄せられた。ヨーロッパ各地の音楽祭への参加を計画し、ベルリン市フェストボッフェン音楽祭に聲明公演で参加し、以後各地の音楽祭（パリ市フェスティバル ドートンヌ等）で日本雅楽と聲明による「舞楽法会」公演、正倉院復元楽器による演奏会等、国立劇場で蓄積した成果を発表してきた。欧米諸国に大きな音楽的インパクトを与えた評価は日本国内の評価を上回るものでもあった。
欧州文化首都ーEUジャパンフェスト公演。ルクセンブルク(95年)、コペンハーゲン(96年)、96’ウイーン、ギリシャ・テサロニキ(97年)、ストックホルム(98年)で現代音楽から雅楽、声明公演を演出する。

### 1996〜2011年 大学教授期
1999年 - 始原楽器の研究と制作
国立劇場退職後、札幌大学から京都造形芸術大学（現京都芸術大学）の教授となる。京都造形芸術大学研究センター「春秋座」に於いて、これまでの音楽運動の延長展開する。国立劇場＝「日本文化」という制約から解放され、世界に視野を広げて音楽運動を継続。具体的には「正倉院宝物楽器復元」からルーツである古代シルクロードの楽器（ルーブル美術館所蔵、カイロ博物館所蔵古代エジプトの楽器、大英博物館所蔵古代ギリシャ楽器資料等）の構造力学的研究と復元模造製作を開始。正倉院楽器「箜篌」と同族楽器「アングルハープ」ルーブル美術館所蔵の復元作業では、「箜篌」復元に培った知識を生かし、オリジナル残材の使用痕から失われているパーツの存在確認し、核当するパーツ補填することで楽器としての機能を回復することに成功する。
2004年 - コンサート・ジュネシスを提唱
正倉院、古代シルクロードの楽器には地域、時代の「差異を超越した本質」の存在に注目し、これらを一括して「始原楽器」と名付けた。同一の視座＝楽器構造から必然的に帰納する「自然倍音率」による音楽運動「コンサート・ジュネシス」を提唱する。三輪眞弘氏作曲「蟬の法」はコンサート・ジュネシス米国公演にて絶賛された。
2005年
国立劇場期に開催した海外音楽祭参加は「聲明」、「雅楽」等の日本伝統音楽を主としたが、この期は始原楽器を主軸にしたコンサート・ジュネシスとし、EU諸国に於ける公演ではグローバルな視座に共感を得た。
2007年 - 「虚階」の可視化を発想
京都造形芸術大学在職中、京都三条で大量に発掘された美濃陶器破片を整理した結果が公表された。その陶片を観察してる自分の意識の中に「虚階」と共通する概念が湧き上がり、「陶片」が「虚階」を発生する装置として機能していることを発見。「虚階」をテーマに舞台芸術に於いて再構造化し、音という物理現象による再現が瞬間芸術として消滅する宿命であることの残念さを感じていた。「陶片」が、物質というの永続性あるメディアによる「虚階」の再構造化を考える重要なヒントとなった。

### 2011年〜 文右衛門工房期
2011年 - 文右衛門工房の設立
一切の公職を離れ法人、諸団体に迷惑をかけることも無くなり、改めて先祖代々の名跡「木戸文右衛門」襲名。芸術活動の集大成として「虚階」概念を永続性の物質に定着化すべく、文右衛門工房を立ち上げた。
2013年 - 虚階の造形化計画
美濃陶器の破片観察から、聲明に内包された「虚階」概念を見出したように敢えて、表現方法としては和陶ではなくテーブルウエア（洋陶磁器）したのはかつての経験上の知恵でもある。国立劇場で展開してきた音楽運動の中には、日本オリジナル楽器演奏での「新しい試み」は、国内で評価されず洋楽器版欧米公演では高い評価を得た経験の上でのことでもあった。
2014年 - 陶磁器「虚階」製作プロジェクト
始原楽器製作方法を踏襲し、企画・設計したプランを各種専門の熟練職人とのコラボレーションとした。美濃陶器への敬意から、美濃地域でも陶磁器生産の盛んな多治見のプロダクト協力のもと製作を始めた。
2015年 - 陶磁器「虚階」発表
四年間の多治見通い、試作期間後に発表。
2016年
10月30日〜11月6日に東京都美術館で開催された政府助成振興財団主催「映像と芸術」第43回MAF展展に出展。初出展で厚生労働大臣賞受賞。
2017年
第44回MAF展巡回展　福島いわき産業創造館、羽山森の美術館、代官山ヒルサイドテラス。MAF展地方創世担当大臣賞受賞。
2017年
第1回個展「木戸文右衛門　白磁の試み〜虚階ー位相（トポロジー）の記憶〜」。個展に埋没していた美学の発掘と革新を東京千駄木五辻ギャラリーで開催。

## 受賞歴
- 中島健蔵音楽賞
- クラウス・ワックスマン賞
- ジャスラック音楽文化賞（2014年）
- MAF展厚生労働大臣賞（2016年）文右衛門工房　虚階シリーズ
- MAF展地方創世担当大臣賞（2017年）文右衛門工房　虚階シリーズ

## 著書
- 『古代楽器の復元』、国立劇場編、音楽之友社（1994年10月31日第1刷発行、平成11年2月28日第4刷発行）
- 『若き古代 日本文化再発見試論』春秋社（2006年11月20日第1刷発行）